# Matemale
Matemale é uma comuna francesa na região administrativa da Occitânia, no departamento dos Pirenéus Orientais. Estende-se por uma área de 18.88 km², com 272 habitantes, segundo o censo de 2018, com uma densidade de 14 hab/km².